# Boy Zonderman
Boy Zonderman was een typetje uit het Nederlandse kinderprogramma Het Klokhuis. Het personage werd vertolkt door Frank Groothof.
Het betreft over het algemeen absurdistische korte sketches, geschreven door Jan Riem. De sketches werden uitgezonden vanaf het van start gaan van Het Klokhuis in 1988.

## Inhoud
Boy is een wat onnozele punker met een licht spraakgebrek, een buikje en een 'stoer' loopje. Tijdens de sketches gaat hij steevast in discussie met de 'verteller' Aart Staartjes, die daarbij veelvuldig voor "bijgoochem" wordt uitgemaakt. 
Zonderman draagt in elke aflevering een zwart met wit gaasshirt waar een paar flinke scheuren in zitten, een leren riem en een zwarte leren broek. Die broek wordt ook weleens afgewisseld met een strakke legging met een panterprint. Als hobby verzamelt Boy Zonderman confetti, uit Nederland en de overzeese gebieden, in het bijzonder die van vóór de Tweede Wereldoorlog. Daarnaast is hij een dierenvriend: hij houdt van vogels en is ook erg gehecht aan zijn badeendje.
Nagenoeg elke sketch begon met een loopje op een gillende gitaar en de stem van Staartjes, die de standaardwoorden "Uit het woelige leven van... Boy Zonderman" uitsprak. 